# Krzysztof Zawadzki
Krzysztof Zawadzki (* 6. Januar 1959 in Warschau) ist ein polnischer Fusion- und Jazzmusiker (Schlagzeug, Komponist) und Bandleader.

## Leben und Wirken
Zawadzki lernte auf der Musikschule zunächst Akkordeon. Im Alter von 16 Jahren wechselte er ans Schlagzeug, auf dem er seine Ausbildung fortsetzte. Nachdem er 1980 die Musikschule mit Auszeichnung absolviert hatte, begann er ein Jazzstudium an der Musikakademie in Katowice. Mit 17 Jahren spielte er bereits mit dem Jazzorganisten Krzysztof Sadowski, aber auch mit Tomasz Szukalski. 
Zawadzki war dann drei Jahre lang Mitglied der Band von Janusz Muniak, mit dem er europaweit tourte und 1982 ein Album vorlegte. 1985 wurde er mit Janusz Kowalski von Joachim Ernst Berendt zum SWF-New Jazz Meeting eingeladen, um dort mit britischen Musikern wie Iain Ballamy und Django Bates zu spielen.
Zawadzki gründete 1985 die bis heute bestehende Band Walk Away, mit der er den Großen Preis beim Festival Jazz nad Odra gewann. Mit dieser von ihm geleiteten Band spielte er mehrere Alben ein und begleitete Stars wie Mike Stern, Randy Brecker, Eric Marienthal oder Urszula Dudziak, mit der sie 1991 auch beim Jazz Jamboree auftrat. Daneben trat er mit Bill Evans und der International Band auf und gehörte zudem der Henry McCullough Band und dem Acoustic Quartet an. Daneben ist er auch auf Alben von Sławomir Kulpowicz/Njemen, Danuta Rinn, Alicja Majewska oder Mulatu Astatke zu hören.

## Diskographische Hinweise
- Urszula Dudziak & Walk Away Magic Lady (In + Out 1989)
- Walk Away Saturation Live (In + Out 1994)
- Krzysztof Zawadzki, Marcin Pospieszalski, Zbigniew Jakubek & Frank Gambale Absolutely Live (Walk Away Records 1997)
- Accoustic Quartet Exciting Story (Walk Away Records 1997, mit Andrzej Cudzich, Bob Berg, David Kikoski, Joey Calderazzo)
- International Band On In (Walk Away Records 2000, mit Bill Evans, David Gilmore, Janusz Skowron, Victor Bailey)